# Robert Sale
Sir Robert Henry Sale (19 settembre 1782 – 21 dicembre 1845) è stato un ufficiale britannico.
Comandò la guarnigione di Jalalabad durante la prima guerra anglo-afghana e fu ucciso in azione durante la prima guerra anglo-sikh.

## Biografia
Entrò nel 36º Reggimento a piedi nel 1795 e fu inviato in India nel 1798, come tenente del 12º Reggimento a piedi. Il suo reggimento apparteneva alla brigata di Baird, facente parte dell'esercito del generale Harris che operava contro Tippoo Sahib. Sale fu presente a Malavalli e all'assedio di Seringapatam, servendo poi sotto il colonnello Arthur Wellesley nella campagna contro Dhondia Wagh. Poco dopo il 12º fu impiegato nel difficile e faticoso attacco a Paichi Raja. Promosso capitano nel 1806, Sale fu impegnato tra il 1808 e il 1809 contro il raja di Travancore, partecipando alle due azioni di Quilon, all'assalto delle linee di Travancore e alla battaglia di Killianore. Nel 1810 prese parte alla spedizione alle Mauritius. Dopo alcuni anni divenne maggiore del 13º Reggimento a piedi, nel quale prestò servizio per il resto della sua vita.
Nella prima guerra anglo-birmana guidò il 13º in tutte le azioni, fino alla cattura di Rangoon. Durante una di queste azioni uccise il capo del nemico con un solo colpo. Nelle operazioni conclusive della guerra, diventato ormai tenente colonnello, comandò una brigata e, nel 1826, fu gravemente ferito a Malown. Per questi servizi fu nominato commendatore dell'Ordine del Bagno. Nel 1838, allo scoppio della prima guerra anglo-afghana, con il brevetto di colonnello, Sale fu assegnato al comando della 1ª Brigata del Bengala, facente parte dell'esercito che si stava radunando sul fiume Indo. La sua colonna arrivò a Kandahar nell'aprile del 1839 e in maggio occupò la piana di Herat. Si mise poi in marcia verso Kabul e un mese dopo partecipò alla battaglia di Ghazni. Sale in persona guidò la colonna d'assalto alla città e si distinse in combattimento. Ghazni era ben rifornita e ciò permise a suo esercito di marcaiare fino a Kabul. Per i suoi servizi Sale fu nominato cavaliere commendatore dell'Ordine del Bagno e ricevette il grado di maggior generale, oltre all'ordine dell'Impero Durrani. Rimasto come comandante in seconda dell'esercito di occupazione, condusse diverse piccole campagne che si conclusero con uno scontro nel Parwan, dove fu sconfitto dalle forze guidate da Dost Mohammed Khan.
L'esercito britannico d'occupazione conduceva ormai una tranquilla vita d'accampamento e, Sale fu raggiunto a Kabul da sua moglie Florentia Sale e da sua figlia Alexandrina.
La scelta del governo britannico in India di interrompere i sussidi alle tribù di frontiera spinse spinse quest'ultime all'ostilità e la brigata di Sale ricevette l'ordine di liberare la linea di comunicazione con Peshawar. Dopo duri combattimenti, il 12 novembre 1841 Sale entrò a Jalalabad. Dieci giorni prima aveva ricevuto la notizia dell'assassinio di Alexander Burnes, insieme all'ordine di tornare al più presto a Kabul. Per varie ragioni decise di disobbedire: soffocando il suo personale desiderio di tornare per proteggere la moglie e la figlia, diede ordine alle sue truppe di proseguire e, una volta occupata Jalalabad, si mise subito all'opera per rendere la vecchia e semidiroccata fortezza adatta a sostenere un assedio. La città fu accerchiata ma non subì un vero assedio da parte degli afghani e le sortite della guarnigione britannica furono solitamente fatte solo allo scopo di ottenere rifornimenti.
Finalmente il generale George Pollock con l'esercito di soccorso giunse a Jalalabad, solo per scoprire che il 7 aprile 1842 la guarnigione si era liberata da sola grazie ad un brillante attacco alle linee di Wazir Akbar Khan. Lady Sale e la figlia, nel frattempo, erano state fatte prigioniere da Wazir Akbar Khan durante la ritirata da Kabul: furono salvate da Sale in persona, che avanzò in territorio ostile alla testa di un distaccamento di cavalleria. Tra i pochi beni che Lady Sale riuscì a sottrarre ai suoi rapitori c'era il suo diario, in seguito pubblicato con il titolo di Journal of the Disasters in Afghanistan.
Sir Robert Sale fu promosso cavaliere di gran croce dell'Ordine del Bagno. Pollock e Sale passarono all'offensiva e, dopo la vittoria di Haft Kotal, la divisione di Sale si accampò nuovamente a Kabul. Alla fine della guerra Sale ricevette i ringraziamenti del Parlamento.
Nel 1845, come quartiermastro generale dell'esercito di Hugh Gough, Sale scese nuovamente in campo. Morì il 21 dicembre 1845 in seguito alle ferite riportate nella battaglia di Mudki del 18 dicembre 1845.

## Vita privata

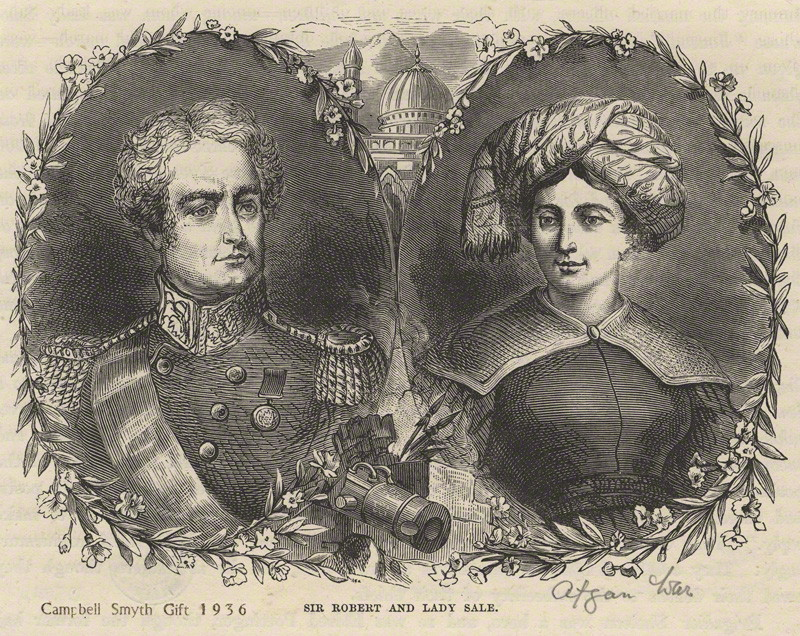
Robert and Florentia Sale.

Sale sposò Florentia Wynch, da cui ebbe ebbero dieci figli:
- Mary Harriet Sale, che sposò il capitano John Elphinstone Bruere, del 13º Native Infantry.
- George Henry Sale, morto in giovane età.
- Harriet Flora Sale.
- Julia Catherine Sale, morta in giovane età.
- Robert Henry Sale, colonnello dell'Indian Army, che sposò Matilda Martha, figlia del reverendo William Holmes, Chancellor of Cashel.
- Caroline Catherine Sale, che sposò il capitano Rowley John Hill, del Bengal Irregular Cavalry.
- Julia Elizabeth Sale, che sposò il tenente George Dysart, del 2º Native Infantry.
- Henrietta Sarah Sale, che sposò il colonnello Frederick Brind, del Bengal Horse Artillery, ucciso durante i moti indiani del 1857.
- Alexandrina Sale, che sposò in prime nozze il tenente John Leigh Doyle Sturt, dei Bengal Engineers, morto durante la ritirata dal Kabul, ed in seconde nozze James Garner Holmes, maggiore del 12º Irregular Cavalry. Alexandrina e il secondo marito furono uccisi a Segowlie il 23 luglio 1857, durante i moti indiani del 1857.
- Henry Penney Sale, morto senza essersi mai sposato all'età di 35 anni.